# اکبر سلطانعلی
اکبر سلطانعلی (زادهٔ۱۳۳۳) بازیگر تلویزیونی و خواننده موسیقی بخصوص فولکلور اهل ایران است.
اکبر سلطانعلی در سریال مختارنامه نقش رستم غلام شمر را ایفا کرد. او علاوه بر این نقش، خواننده شعر عنوان‌بندی آغاز این سریال نیز بود.

## سریال تلویزیونی
- سلمان فارسی(داود میرباقری)(در حال ساخت)
- پرده نشین (بهروز شعیبی) (۱۳۹۳)
- شاهگوش(داود میرباقری) (۱۳۹۲)
- یلدا (حسن میرباقری) (۱۳۹۱)
- مختارنامه (داود میرباقری) (۸۹–۱۳۸۳)